# Andrzej Wasilkowski
Andrzej Wasilkowski, właściwie Jan Andrzej Wasilkowski (ur. 27 sierpnia 1932, zm. 1 marca 2020) – polski prawnik, profesor nauk prawnych, pracownik Instytutu Nauk Prawnych Polskiej Akademii Nauk, nauczyciel akademicki kilku uczelni, specjalności naukowe: prawo europejskie, prawo międzynarodowe publiczne.

## Życiorys

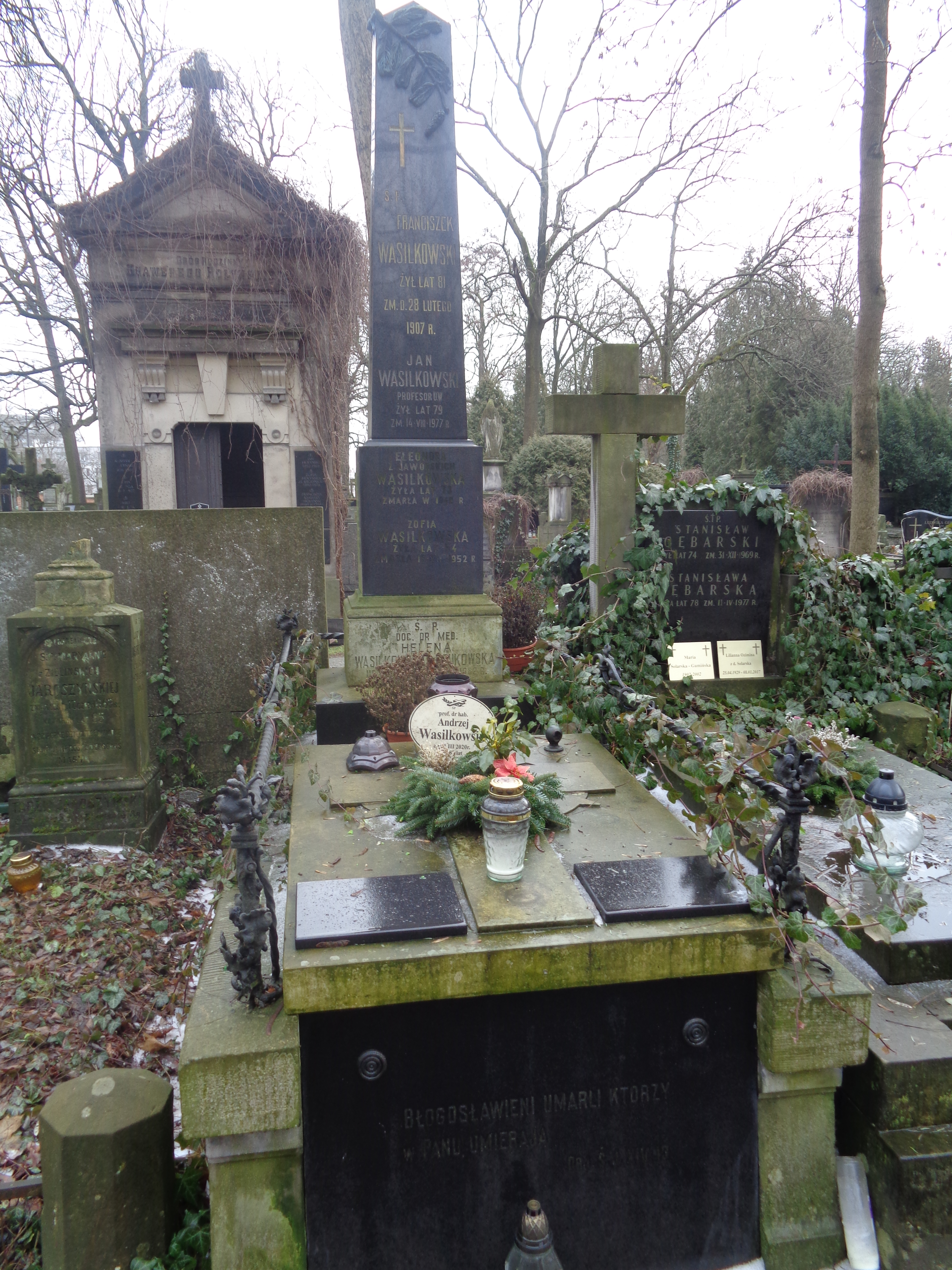
Grób Andrzeja Wasilkowskiego na Cmentarzu Powązkowskim

Był synem Zofii Wasilkowskiej i Jana Wasilkowskiego.
W 1976 nadano mu tytuł profesora nauk prawnych. Był pracownikiem Instytutu Nauk Prawnych Polskiej Akademii Nauk, Wyższej Szkoły Handlu i Prawa im. Ryszarda Łazarskiego w Warszawie, Prywatnej Wyższej Szkoły Businessu i Administracji w Warszawie oraz Kolegium Jagiellońskiego – Toruńskiej Szkoły Wyższej.
W latach 1991–1996 zajmował stanowisko dyrektora Instytutu Nauk Prawnych Polskiej Akademii Nauk. Był członkiem Doradczego Kolegium Prawniczego przy Ministerstwie Spraw Zagranicznych i przewodniczącym tego kolegium w latach 2002–2006.
Zmarł 1 marca 2020. Został pochowany 6 marca 2020 na cmentarzu Powązkowskim w Warszawie.

## Odznaczenia
- Komandor Orderu Zasługi Republiki Włoskiej (1996)[6].